# Víctor Gómez Bergés
Víctor Gómez Bergés (Santiago de los Caballeros, 25 de febrero de 1940-Santo Domingo, 24 de febrero de 2023), fue un abogado, escritor, político y juez del Tribunal Constitucional de la República Dominicana. Padre del político Víctor Gómez Casanova. Fue un cercano coolaborador del presidente Joaquín Balaguer ocupando varios Ministerios y se convirtió en el Canciller más joven del mundo a los 32 años.

## Biografía
Víctor Gómez Bergés fue el mayor de los hijos de Cristino E. Gómez y Aura Rosa Bergés, nació en Santiago de los Caballeros, realizó sus estudios primarios y secundarios en Puerto Plata, Gaspar Hernández y Moca. Se graduó de Derecho en el año 1962 en la Universidad Autónoma de Santo Domingo, ese mismo año comenzó a laborar en la "Secretaria de Estado de Recuperación de Bienes" institución creada a fines del 1961 para recuperar las propiedades confiscadas a la familia del dictador dominicano Rafael Leónidas Trujillo y allegados. Se inició en la actividad política inscribiéndose en la Agrupación Política 14 de junio (1J4) institución que nucleó la gran mayoría de la juventud de la época y cuyo nombre fue escogido en homenaje a la fecha de llegada de la expedición que desembarcó por Constanza el 14 de junio de 1959 procedente de Cuba para derrocar la dictadura de Trujillo.
En el año 1965 al fue llamado públicamente por el General Antonio Imbert Barrera, cuando éste presidió el Gobierno de Reconstrucción Nacional, régimen provisional creado días después de la insurrección del 24 de abril en el que ocupó el Ministerio de Interior, recién cumplidos los 25 años de edad. 
En 1966 cuando el país se normalizó con la elección como presidente de Joaquín Balaguer, Bergés fue designado como lo Secretario General de la Liga Municipal Dominicana (organismo asesor de los Ayuntamientos) cargo que ocupó durante cuatro años, tiempo en el que fundó y presidió el partido "Movimiento Nacional de la Juventud", agrupación política que después del 1J4 ha sido la que ha reunido mayor número de jóvenes profesionales y técnicos participando aliado al Partido Reformista en las elecciones generales de 1970 respaldando su primera reelección, en las que el MNJ ganó cinco senadurías, veinte diputaciones y ocho sindicaturas.

## Cargos políticos
El 16 de agosto de 1970 fue designado Ministro de Educación y el 25 de febrero de 1972 Ministro de Relaciones Exteriores a los 32 años convirtiéndose así en la persona más joven del mundo en ocupar un cargo diplomático tan alto y también ha sido el Canciller más joven en la historia de República Dominicana. En 1974 fue escogido por los gobiernos de México y Costa Rica como candidato a la Secretaría General de la Organización de Estados Americanos, OEA convirtiéndose en el primer dominicano en ser postulado como ejecutivo de un organismo internacional, no ganando la posición después de siete rondas de votaciones, por razones de política interna del país.
En 1976 fue designado Secretario de Estado Sin Cartera. En 1977 fue designado Secretario de Estado de Finanzas (hoy Ministerio de Hacienda) y en 1978 como Secretario de Estado de Industria y Comercio.
A finales de 1978 asumió la Senaduría de Puerto Plata y fue el Vocero del Bloque Mayoritario del Senado hasta 1982. En 1983 se peleó con Balaguer y el entonces Presidente Salvador Jorge Blanco lo designó como Embajador Extraordinario y Plenipotenciario de la República Dominicana en el Vaticano, ante la Santa Sede, frente al Papa Juan Pablo II y de manera concurrente en Grecia y Chipre.
Regresó al país en 1985 y lo expulsaron del Partido Reformista Social Cristiano (PRSC) por mantener su enfrentamiento con Balaguer. Luego, cerca de 1988 se reconciliaron y el presidente Balaguer lo designó como Miembro del Consejo de Administración de la Corporación Dominicana de Electricidad (CDE) y luego como Embajador Extraordinario y Plenipotenciario de la República Dominicana en Argentina y concurrente en Paraguay.
En 1993, el presidente Balaguer lo designó como Embajador en Haití, pero entonces vino el golpe de Estado en la vecina nación y no pudo asumir tal posición. En 1994 fue Jefe de Campaña de la reelección de Balaguer para la Zona Este del país y en agosto de ese mismo año, asumió la Dirección Ejecutiva de la Corporación de Fomento Industrial, institución conocida hoy como Pro Industria.
En 1995 compitió por la Candidatura Presidencial del PRSC junto a Jacinto Peynado, Carlos Morales Troncoso, Juan Arístides Taveras Guzmán, Caonabo Javier Castillo, Ángel Lockward y Pedro del Monte Urraca. Quedó en tercer lugar con cerca del 11% de los votos emitidos. Luego se sumó a la campaña de Peynado, pero esas elecciones fueron ganadas en segunda vuelta por el PLD con el apoyo de Balaguer y el PRSC.
En 1996 sale del Gobierno y se dedica a ejercer su profesión, al frente de su propia firma de abogados “Bufete Gómez Bergés” en la calle Federico Geraldino esquina Av. Paseo de los Locutores en Santo Domingo. Se dedicó además a dictar conferencias, escribir obras de carácter histórico y social, y a impartir docencia como catedrático de la Pontificia Universidad Católica Madre y Maestra (PUCMM).
En el 2000, el entonces presidente Hipólito Mejía, a solicitud del expresidente Joaquín Balaguer, lo presenta como diputado de la República Dominicana ante el Parlamento Centroamericano (PARLACEN), posición que ocupó hasta el 2004. A partir de ese año se dedicó de manera más entusiasta a investigar, leer, escribir artículos de opinión, y aunque seguía ejerciendo su carrera como abogado, su pasión fue seguir escribiendo y publicando sus memorias, recogidas en dos tomos, bajo el título “Balaguer y yo, la Historia”.
Como escritor, su obra intelectual cuenta con 11 títulos: La Agroindustria, factor básico para el desarrollo de nuestros pueblos; Las Causas de Dos Derrotas; Sólo la Verdad; Relieves, Discursos, Vivencias y Opiniones; Capitalismo Social vs Liberalismo Feroz; Joaquín Balaguer, Miembro de la Academia Argentina de Letras; Globalización y Miseria; Balaguer y yo, la Historia; Verdades Ocultas del Gobierno de Juan Bosch y de la Guerra de Abril; El Papa Inmortal; Derechos Económicos, Sociales y Culturales en la Constitución; y ha recibido premios y reconocimientos no solamente por el éxito en ventas de sus libros, sino también por la calidad de sus escritos.
Ha recibido las más altas condecoraciones de 14 países, incluyendo la Orden al Mérito de Duarte, Sánchez y Mella en el grado de Gran Cruz, Placa de Plata.
Durante los años 2009, 2010 y 2011 expresaba sus opiniones, análisis y cometarios de lunes a viernes a través del Programa ”El Gobierno de la Tarde” en la Emisora Z 101 FM hasta que en diciembre de 2011, con 70 años de edad, fue elegido por el Consejo Nacional de la Magistratura como Juez del Tribunal Constitucional, Alta Corte creada mediante la Reforma Constitucional del 2010, posición que ocupó hasta el 11 de diciembre del pasado año 2018.
Ha sido Funcionario Público de manera ininterrumpida por más de 56 años. Ha sido Secretario de Estado, -equivalente a Ministro- de 7 importantes instituciones del Gobierno. Canciller y Embajador ante 6 Estados. Senador, Diputado al PARLACEN y exjuez del Tribunal Constitucional de la República Dominicana. Ha ocupado las más altas funciones en los tres Poderes del Estado, Ejecutivo, Legislativo y Judicial. Y a pesar de su dilatada Carrera, nunca ha sido objeto de ningún cuestionamiento ni se le ha acusado nunca de haber hecho nada pecaminoso, antiético, impropio, ilegítimo o ilegal.

## Condecoraciones
Ha recibido condecoraciones de diversos países como la Orden de DUARTE, SANCHEZ y MELLA, en el grado de Gran Cruz Placa de Plata, República Dominicana; la ORDEN PIANA en el Grado de Gran Cruz, de la Santa Sede; la Orden ISABEL la CATÓLICA en el Grado de Gran Cruz Placa de Plata, de España; la Orden del LIBERTADOR SIMÓN BOLÍVAR en el Grado de Gran Cordón, de Venezuela; la Orden FRANCISCO de MIRANDA en el Grado Primera Clase, Venezuela; la Orden de BOYACA en el Grado de Gran Cruz, Colombia; la Orden RUBEN DARIO en el Grado de Gran Cruz, Nicaragua; la Orden de SAHAMETREI, en el Grado de Gran Cruz de la República de Khemere; Gran Cruz de CHINA; MAGNAM CRUCEM de la Orden de Malta, Magna Cruce Equitem Ordinis Piani, Condecoración otorgada por Juan Pablo II, al término de su misión como embajador en el Vaticano.

## Tribunal Constitucional
En diciembre del 2011 fue escogido para integrar el Tribunal Constitucional, 
fue propuesto por 14 universidades. Desde febrero de 2015, cuando cumplió 75 años de edad, su puesto quedó a disposición del Consejo Nacional de la Magistratura en virtud de la Ley Orgánica del Tribunal Constitucional que dispone el retiro obligatorio a esta edad.

## Libros
| Título                                                              | Año  |
| ------------------------------------------------------------------- | ---- |
| Política del Desarrollo Acelerado                                   | 1974 |
| La Agroindustria Factor Básico para el Desarrollo de los Pueblos    | 1977 |
| Las Causas de dos Derrotas                                          | 1985 |
| Relieves                                                            | 1990 |
| Capitalismo Social vs Liberalismo Feroz                             | 1992 |
| Joaquín Balaguer: Miembro de la Academia Argentina de Letras        | 1996 |
| Globalización y Miseria                                             | 2001 |
| Balaguer y yo: La Historia                                          | 2006 |
| Verdades Ocultas del Gobierno de Bosch y la Guerra de abril de 1965 | 2011 |
| PAPA INMORTAL: Homenaje a Juan Pablo Segundo                        | 2014 |
| Solo la verdad II Edición                                           | 2017 |